# Kaplice różańcowe w Bardzie
Kaplice różańcowe w Bardzie – zespół kaplic poświęconych życiu i męce Jezusa Chrystusa, znajdujących się przy drodze prowadzącej z Barda na górę Różańcową, położoną na północny wschód od Barda.

## Położenie
Kaplice leżą przy drodze wytyczonej na planie czworoboku położonego na wierzchołku, południowym i zachodnim stoku góry Różańcowej, w północno-wschodniej części Barda, na wysokości do 380 m n.p.m.

## Historia
W latach 1902–1904 ówczesny przeor klasztoru redemptorystów Xawery Franz wykupił z rąk prywatnych właścicieli dość znaczny obszar (łatwo dostępny nawet dla ludzi starszych i chorych) i razem z inż. drogowym Pawła Kastnerem wytyczył tam alejkę o szerokości 5 m i długości 1740 m, obsadzając ją lipami i klonami. Prace rozpoczęte w 1905 roku trwały aż do roku 1936, w ich trakcie zdarzały się przerwy i trudności, wynikające np. z I wojny światowej. Projekt kilku pierwszych kaplic wykonał znany niemiecki architekt Ludwig Schneider, twórca wielu kościołów na terenie Dolnego i Górnego Śląska. 
W latach 1904–1913 wybudowano następujące kaplice: 
- Zwiastowania,
- Opłakiwania Chrystusa,
- Jezusa nauczającego w Świątyni,
- Zmartwychwstania,
- Dusz pokutujących w czyśćcu,
- Narodzenia Jezusa,
- Biczowania,
- Zesłania Ducha Świętego.

W okresie międzywojennym wybudowano następujące kaplice:
- Krwawego potu Chrystusa,
- Cierniem koronowania,
- Ofiarowania Chrystusa,
- oraz tzw. kaplicę wstępną.

Wtedy też wykonano grupę rzeźbiarską ustawioną w otwartej przestrzeni – Ukrzyżowanie. Z powodu wybuchu II wojny światowej nie dokończono w całości programu kaplic różańcowych, brakuje jeszcze trzech: Nawiedzenia, Wniebowstąpienia Pana Jezusa i Wniebowzięcia NMP. 
Każda kaplica utrzymana jest w innym stylu, posiadają one cechy neoromańskie, neogotyckie i neobarokowe, a umieszczone w nich drewniane rzeźby są prawie naturalnej wielkości.

## Galeria

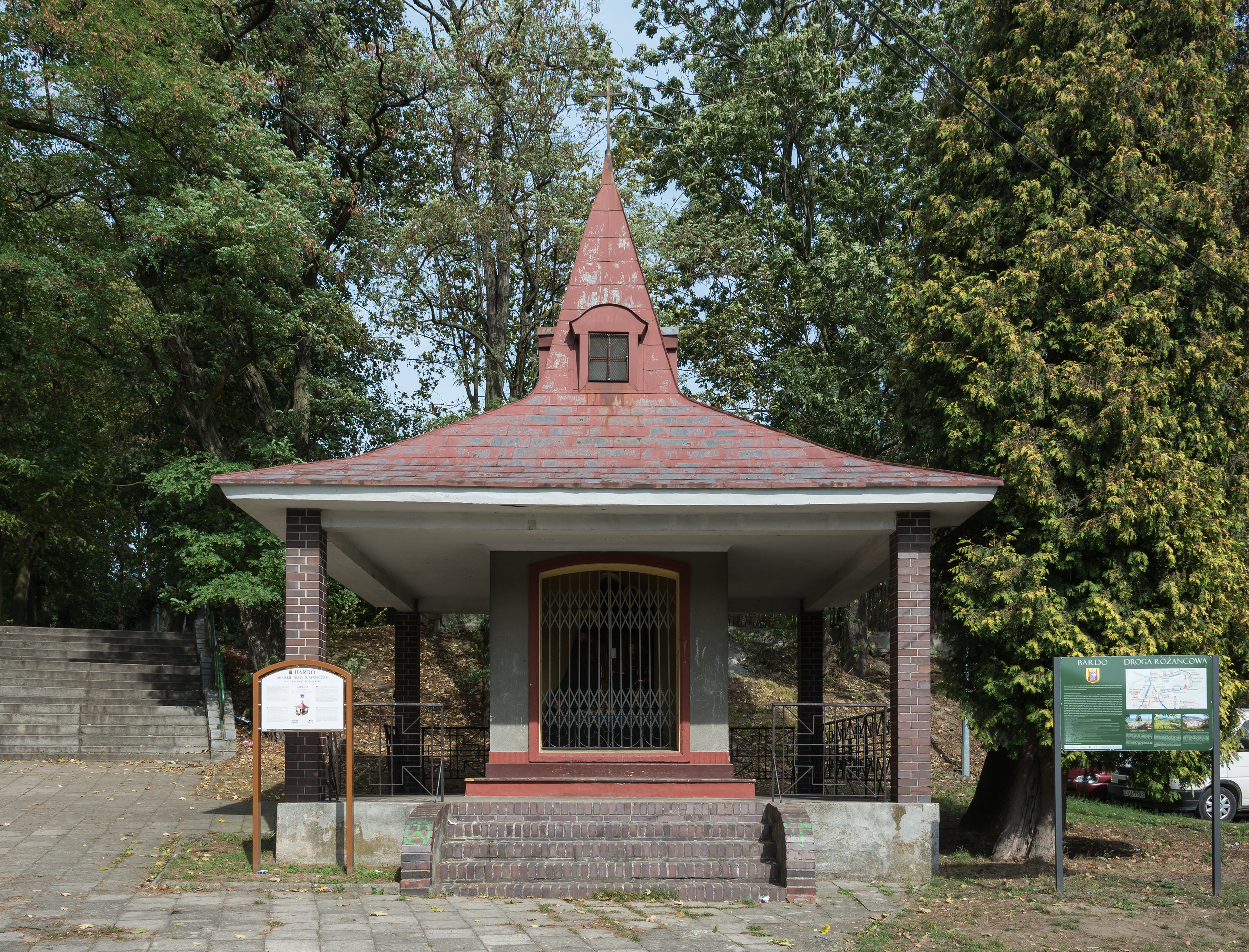
Kaplica św. Alfonsa Liguori
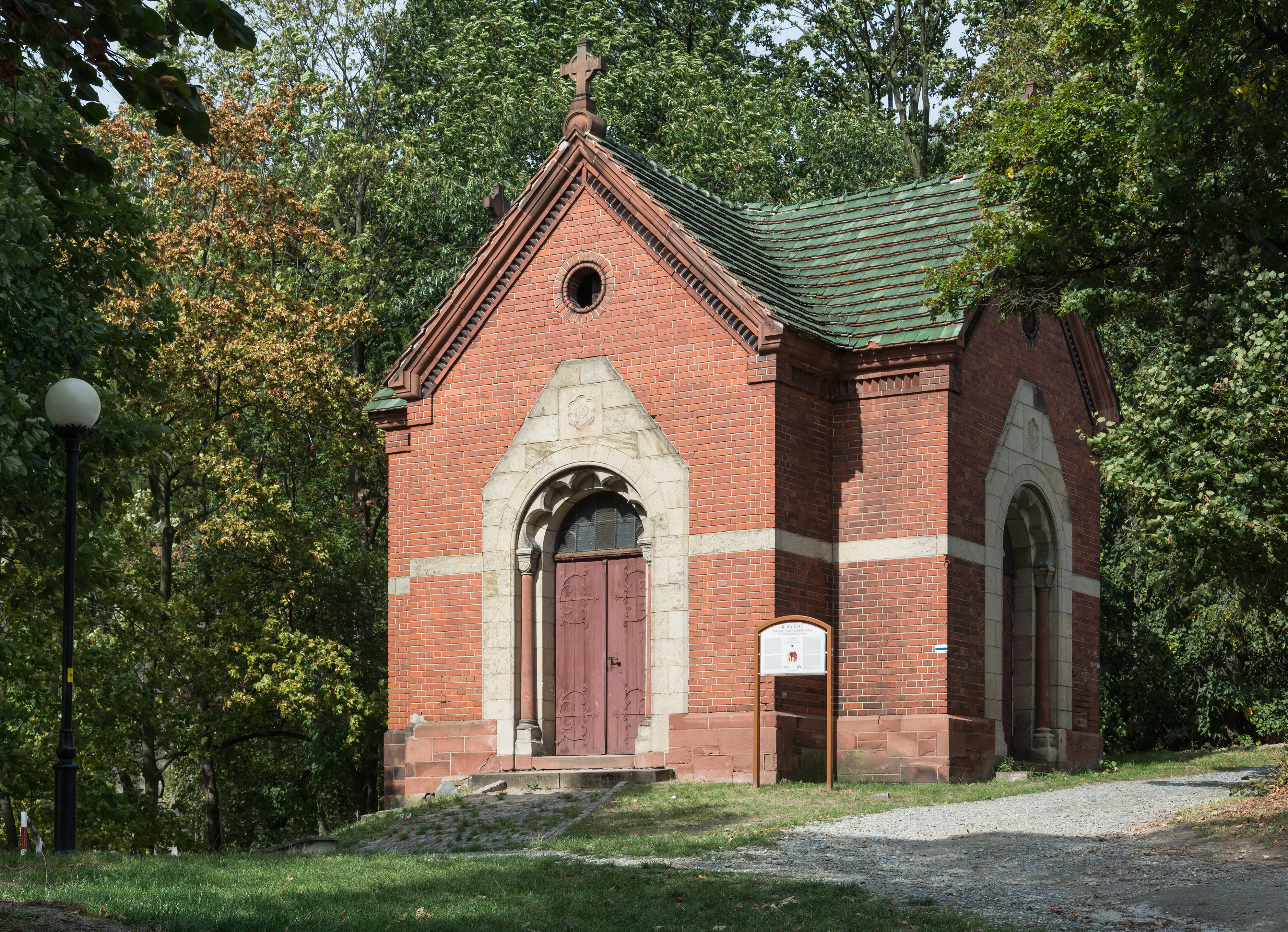
Kaplica Zwiastowania z 1905
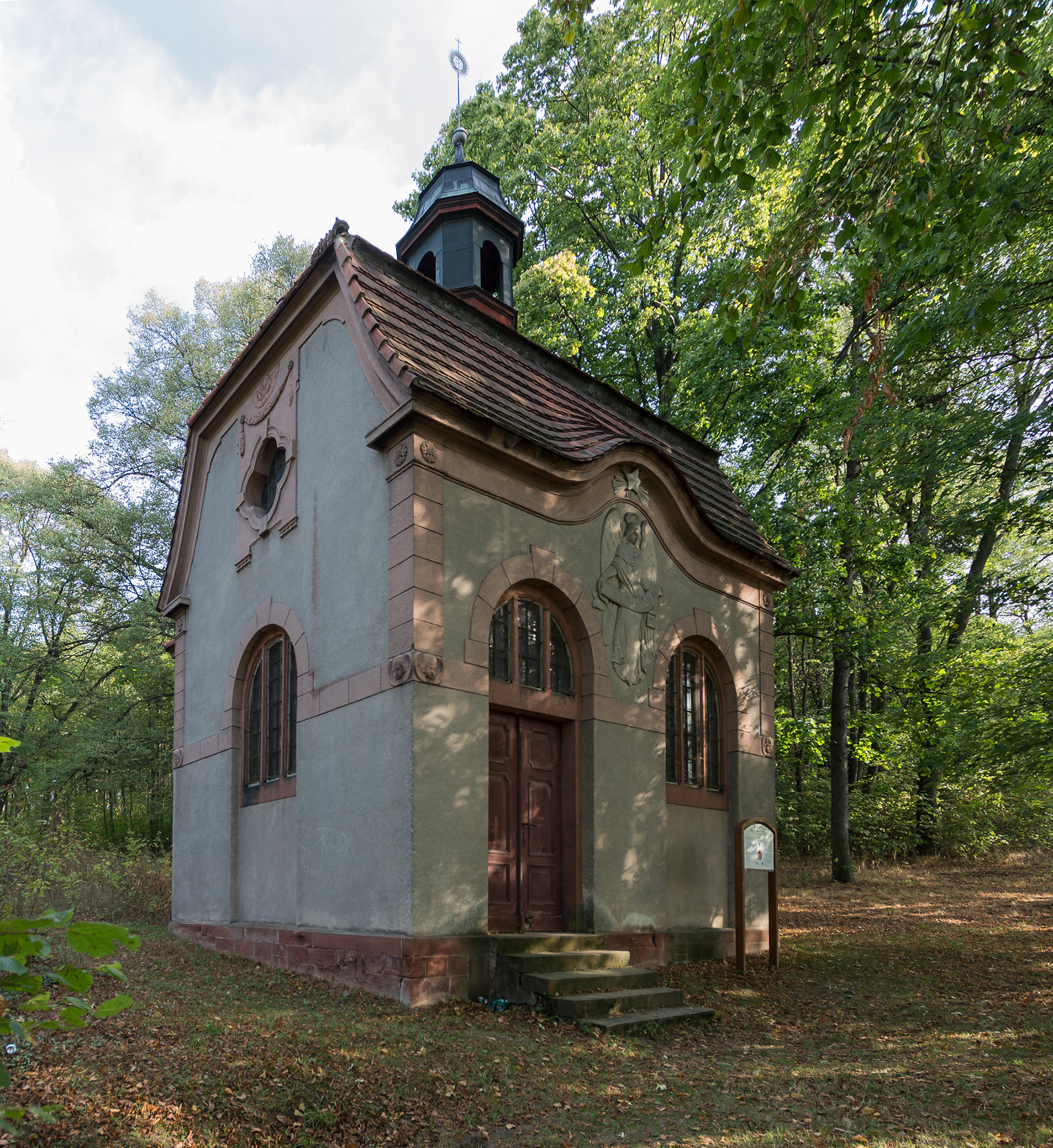
Kaplica Narodzenia Jezusa z 1905
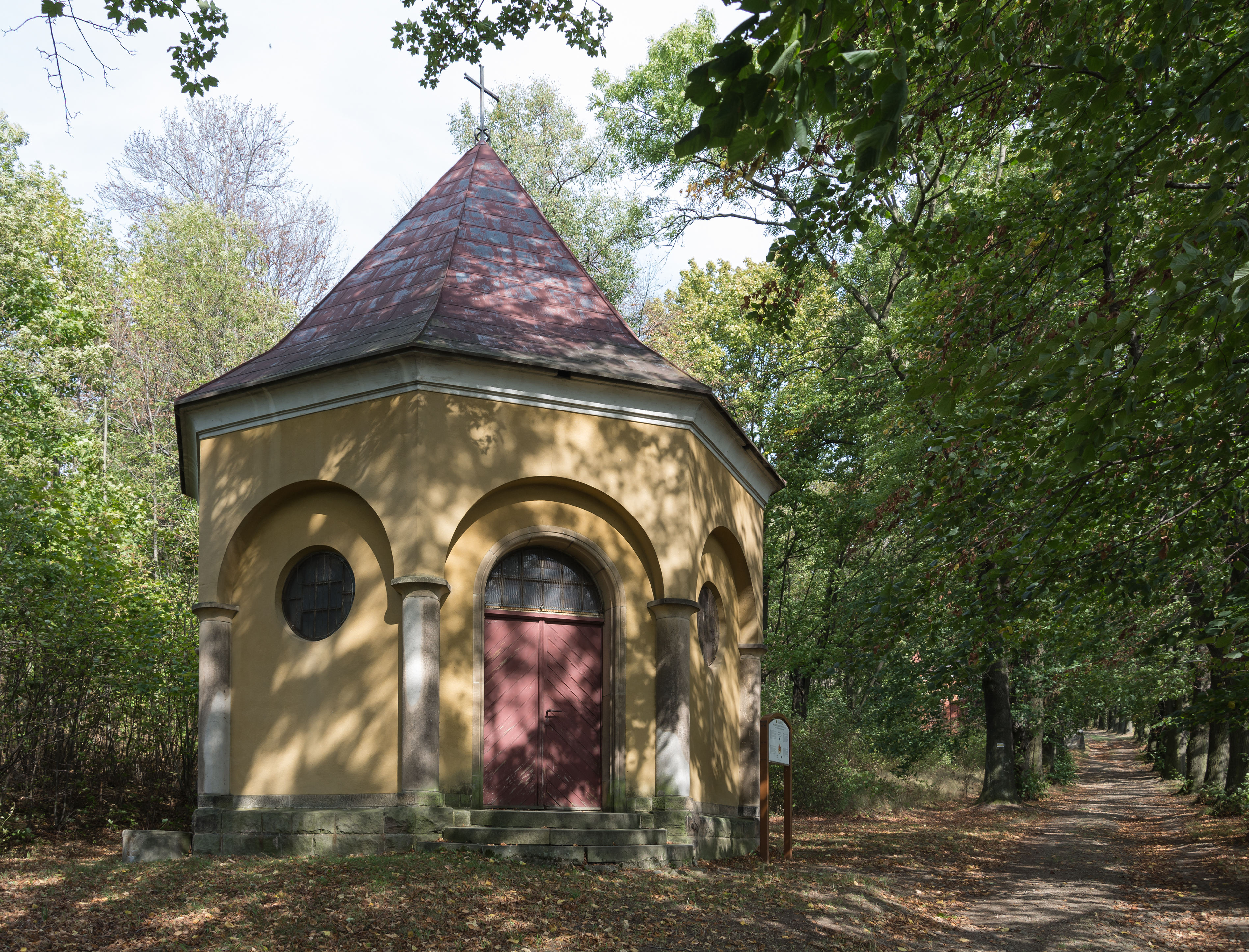
Kaplica Ofiarowania Jezusa z 1939
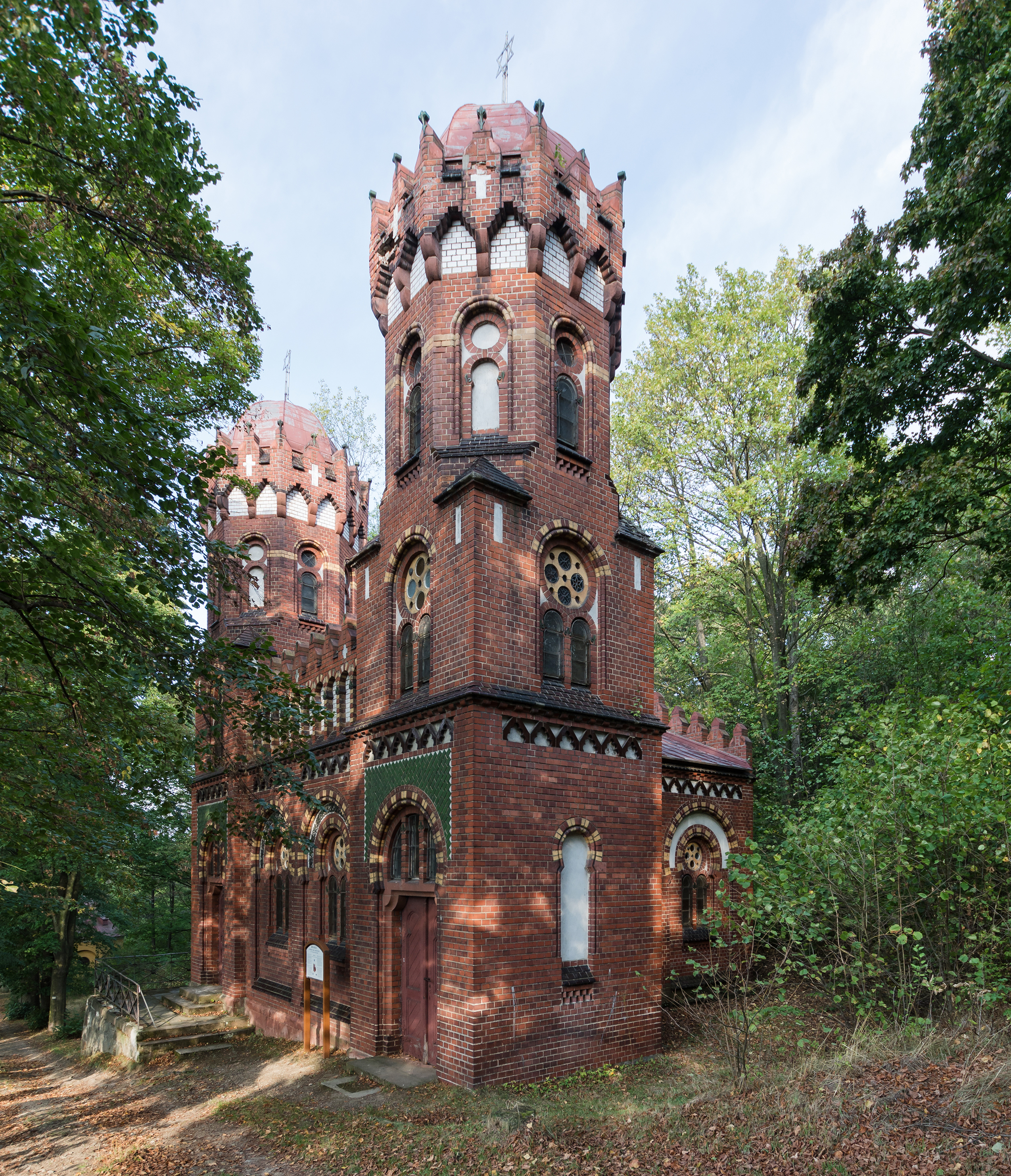
Kaplica Znalezienia Chrystusa w Świątyni z 1906
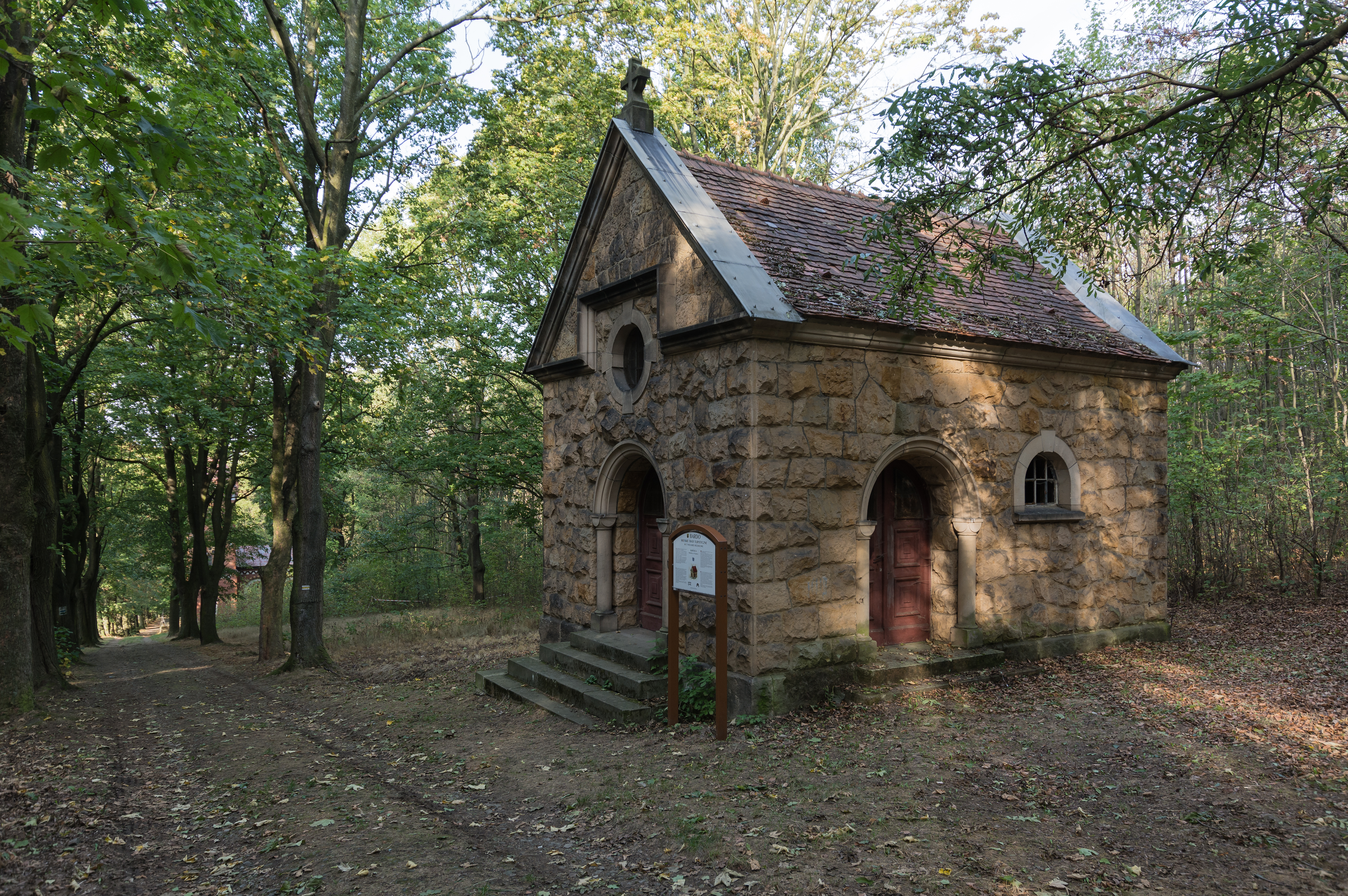
Kaplica Modlitwy w Ogrójcu z 1925
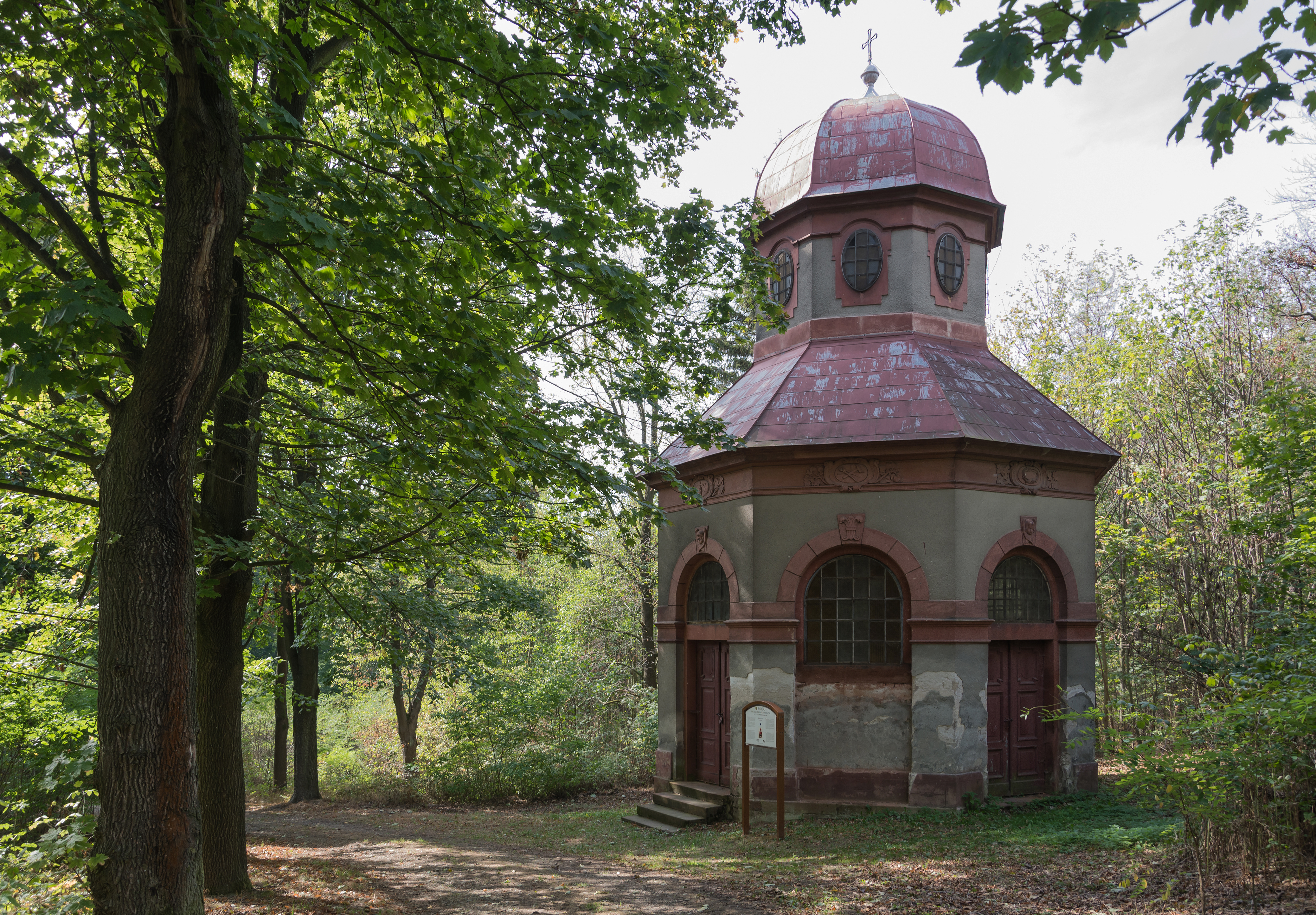
Kaplica Biczowania z 1908
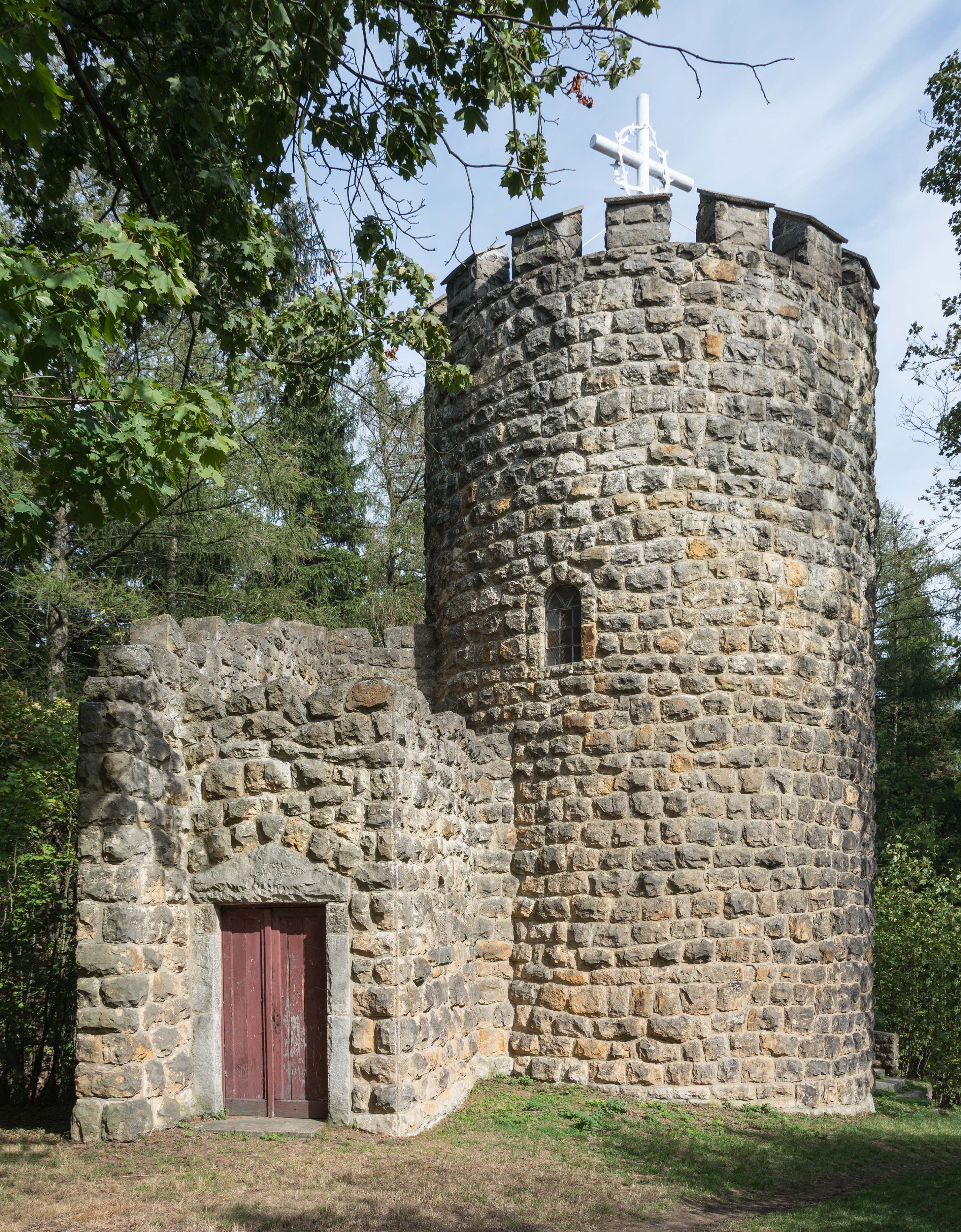
Kaplica Cierniem Koronowania z 1930
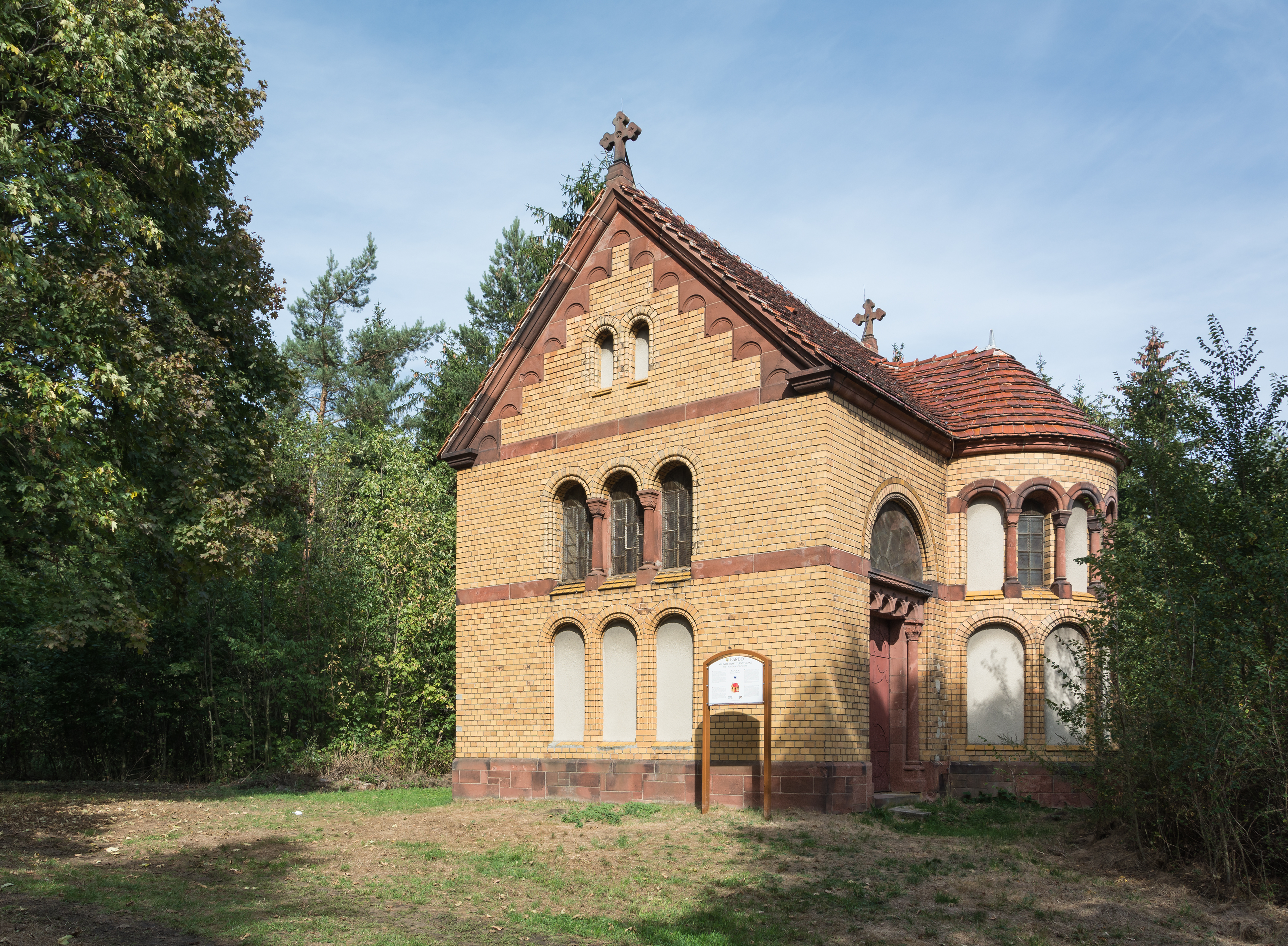
Kaplica Dźwigania Krzyża z 1905
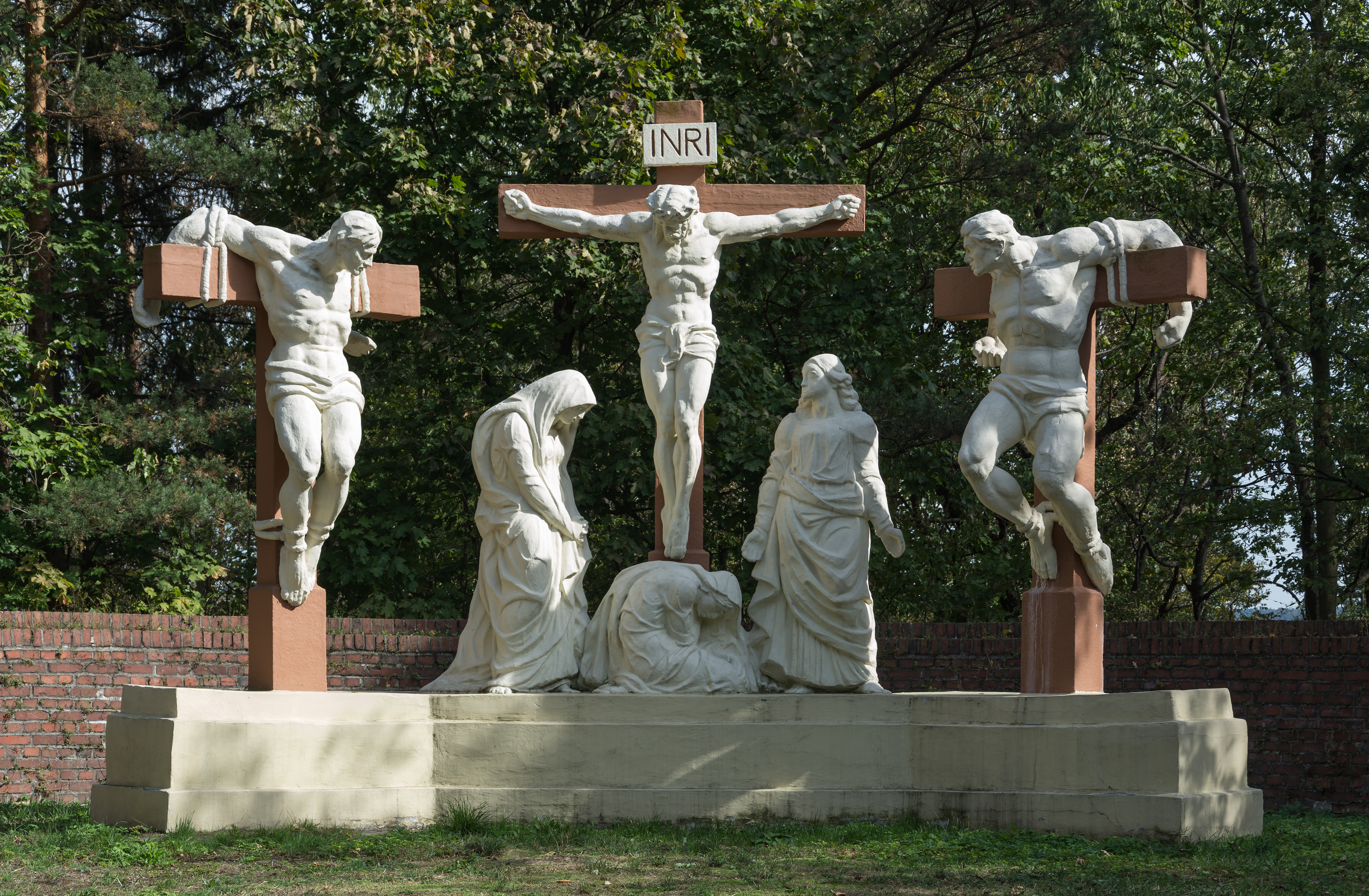
Kaplica Ukrzyżowania z 1933
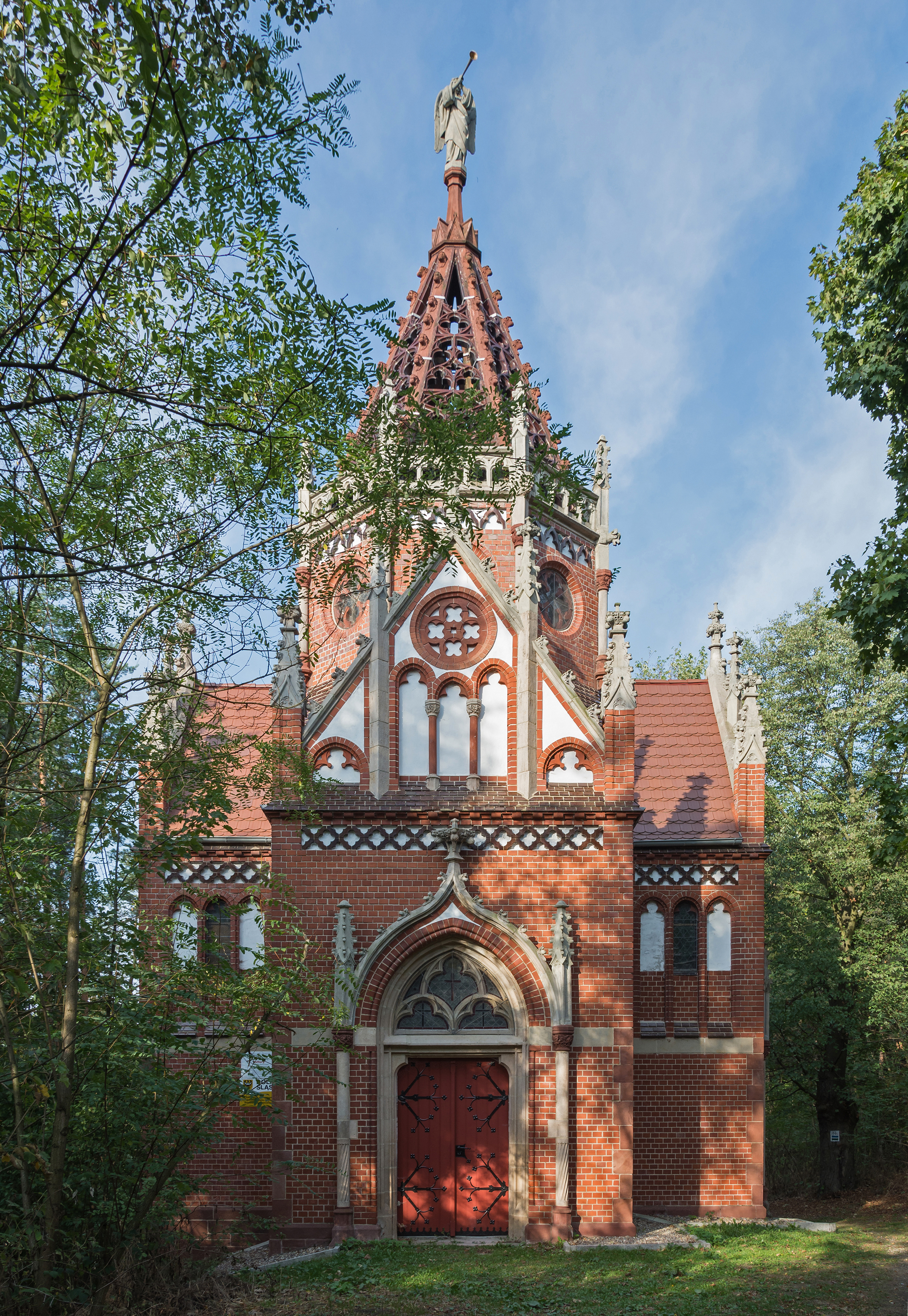
Kaplica Zmartwychwstania z 1906
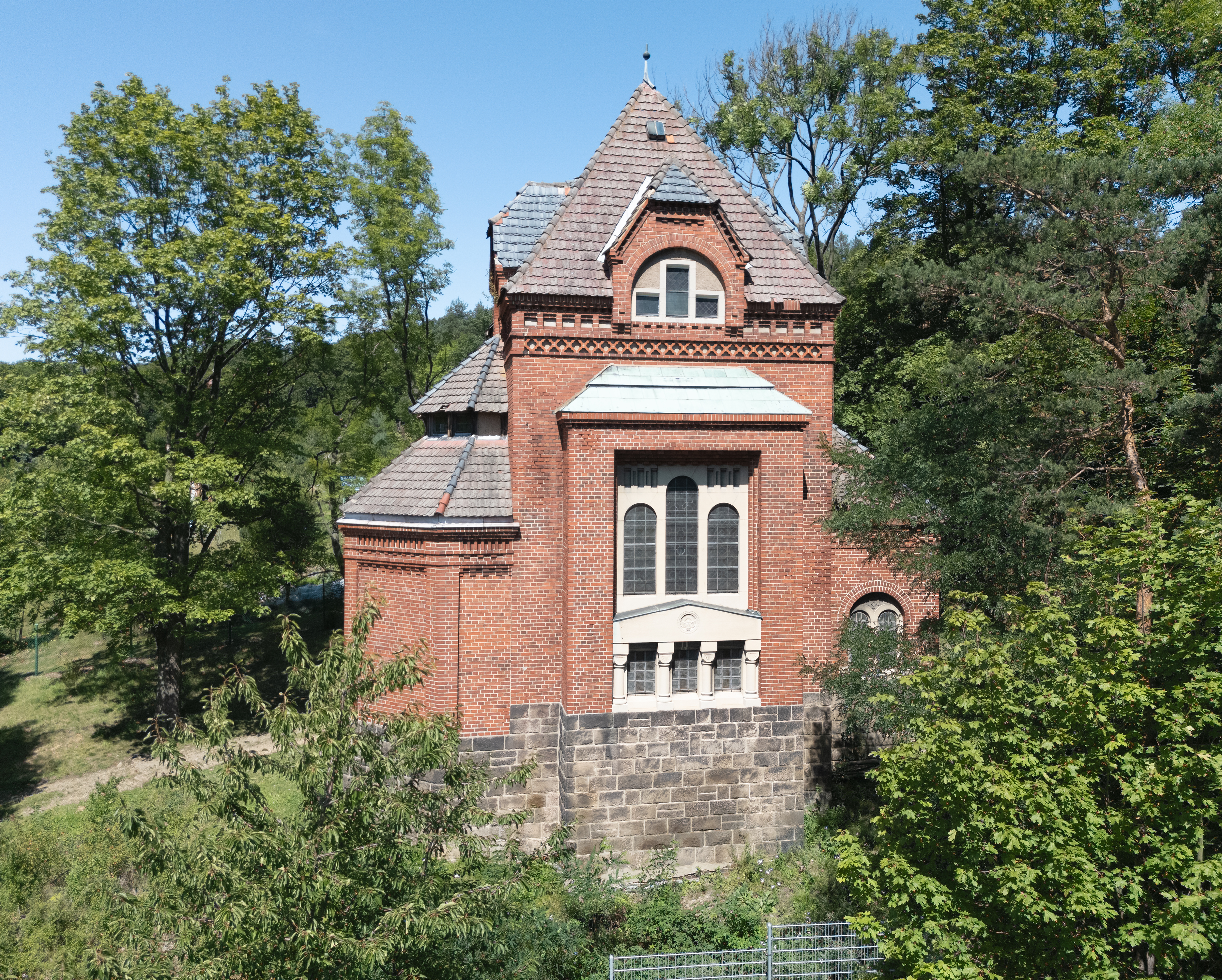
Kaplica Zesłania Ducha Świętego z 1913
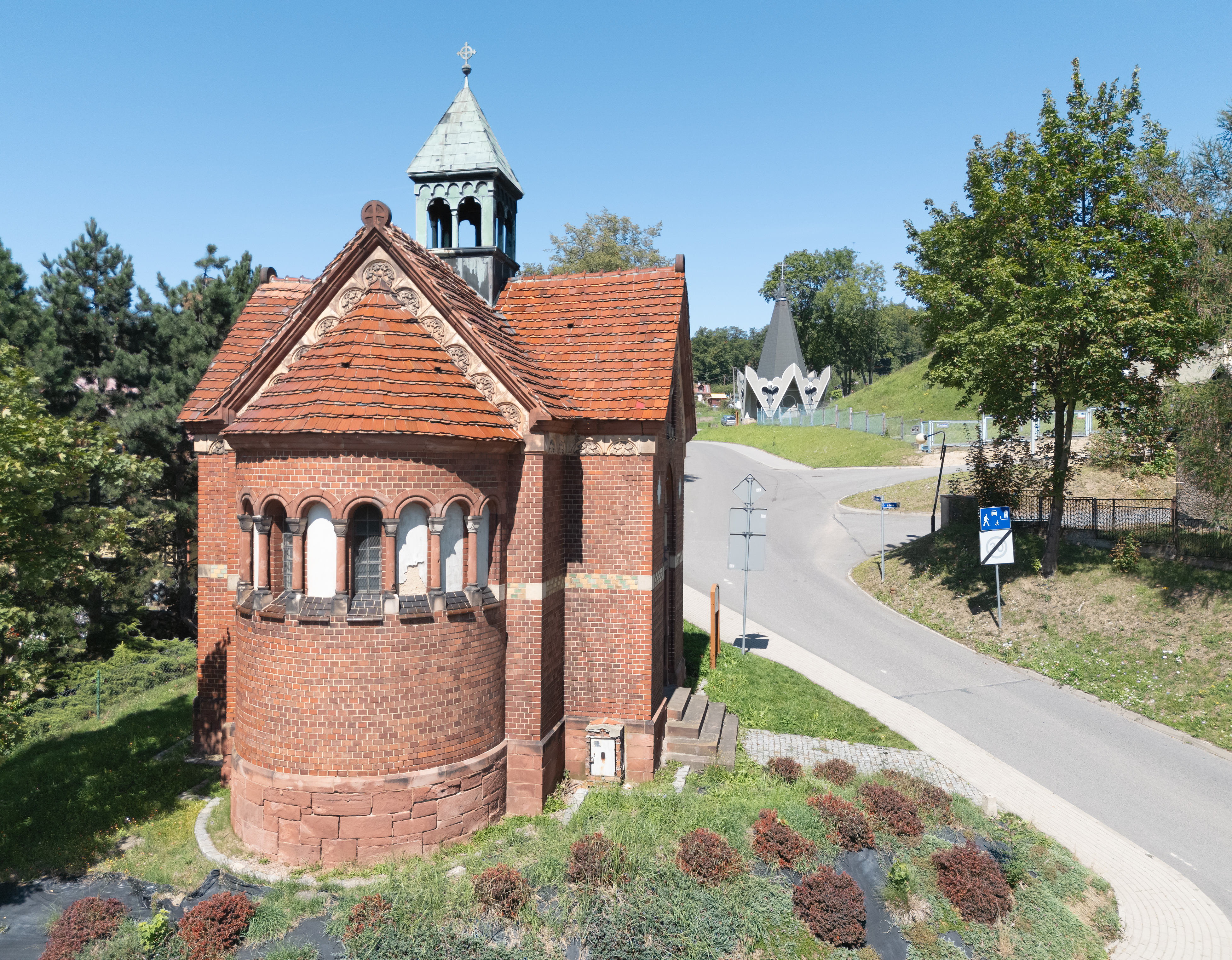
Kaplica dusz czyśćcowych
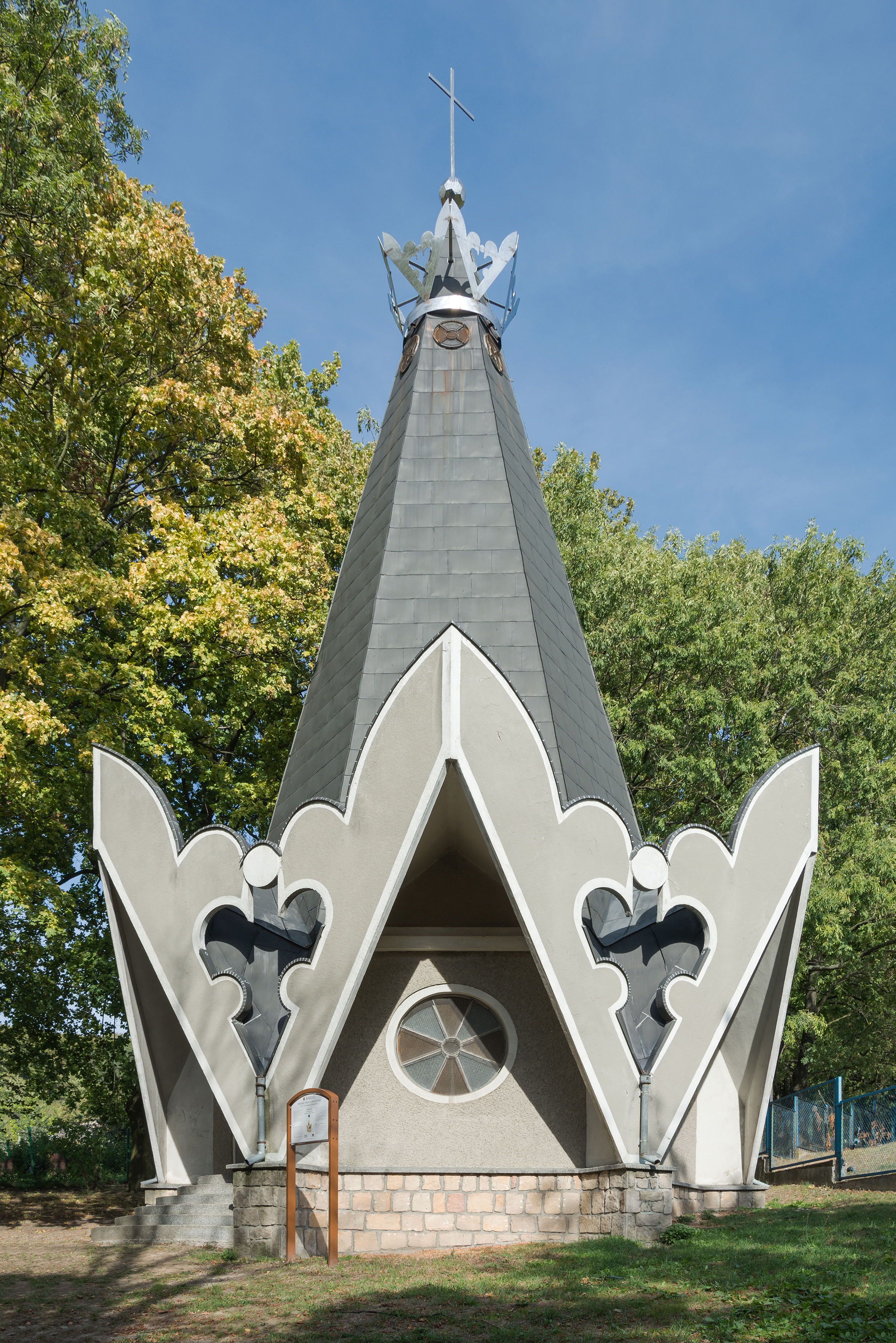
Kaplica Ukoronowania NMP z 1990
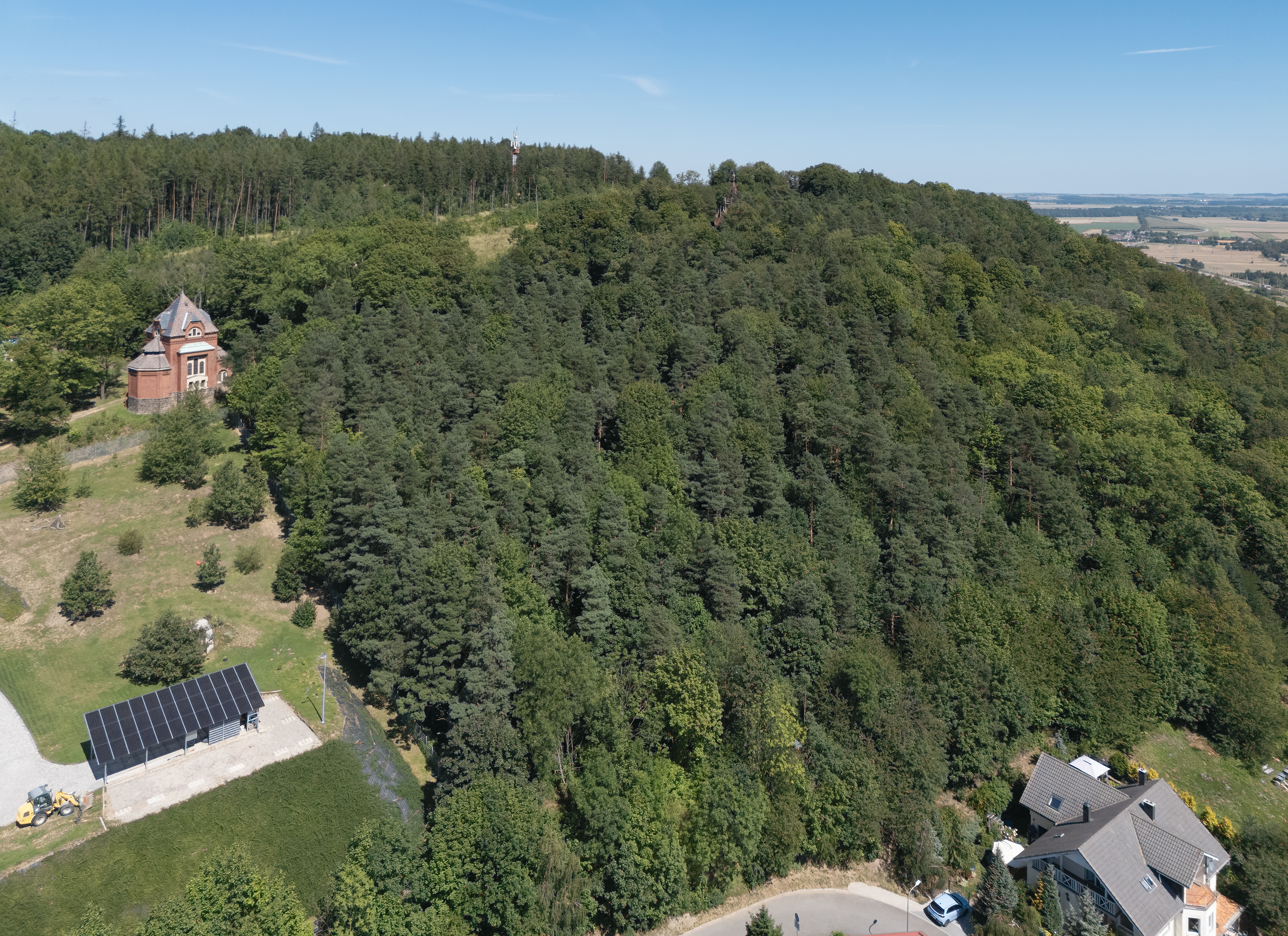
Różańcowa Góra